# Danila Denissowitsch Proschljakow
Danila Denissowitsch Proschljakow (russisch Данила Денисович Прошляков; * 8. März 2000 in Moskau) ist ein russischer Fußballspieler.

## Karriere

### Verein
Proschljakow begann seine Karriere bei Spartak Moskau. Im Oktober 2015 wechselte er in die Akademie von Tschertanowo Moskau. Zur Saison 2016/17 kehrte er wieder zu Spartak zurück. Zur Saison 2018/19 rückte er in den Kader der zweitklassigen Zweitmannschaft von Spartak. Sein Debüt in der Perwenstwo FNL gab er im Juli 2018 gegen den FK Sotschi. Im Oktober 2018 stand er gegen Arsenal Tula auch erstmals im Kader der ersten Mannschaft Spartaks, für die er jedoch nie spielen sollte. In der Saison 2018/19 kam er insgesamt zu sieben Zweitligaeinsätzen für Spartak-2.
Zur Saison 2019/20 wechselte Proschljakow zum Erstligisten FK Rostow. Sein Debüt für Rostow in der Premjer-Liga gab er im März 2020 gegen ZSKA Moskau. In seiner ersten Spielzeit bei Rostow kam er zu sieben Einsätzen in der höchsten russischen Spielklasse. Im August 2020 wurde er an den Zweitligisten Torpedo Moskau verliehen. Nach zehn Zweitligaeinsätzen für Torpedo wurde die Leihe allerdings im Dezember 2020 vorzeitig beendet. Daraufhin wurde er im Januar 2021 erneut an einen Zweitligisten verliehen, diesmal an Weles Moskau. Für Weles kam er zu insgesamt fünf Zweitligaeinsätzen.
Zur Saison 2021/22 kehrte er wieder nach Rostow zurück. Dort kam er aber nie mehr zum Einsatz und stand auch nicht im Spieltagskader. Im August 2022 wechselte Proschljakow fest zum Drittligisten Saturn Ramenskoje.

### Nationalmannschaft
Proschljakow kam zwischen August 2017 und März 2018 zu vier Einsätzen für die russische U-18-Auswahl. Vom Oktober 2018 bis März 2019 spielte er acht Mal im U-19-Team.